# Perlini DP 705 WD
Der Perlini DP 705 WD ist ein Großmuldenkipper des italienischen Herstellers Perlini Equipment, der seit 2013 in Serie produziert wird. Der Muldenkipper ist für die Beförderung großer Abraummengen in tiefen Tagebauen mit schwierigen Bedingungen konzipiert.

## Technik
Der DP 705 WD hat Hinterradantrieb und erreicht maximal 60 km/h. Er ist 9,83 m lang, 4,65 m breit und 4,53 m hoch; der Radstand beträgt 4,65 m. Der Fahrantrieb ist dieselmechanisch.  Zur Wahl stehen ein Zwölfzylindermotor 12V-2000 EURO 2 von MTU Detroit Diesel sowie ein Scania DC 16385A. Der 12V-2000-Motor hat einen Hubraum von 23,89 Liter und leistet 567 kW (760 hp). Der DC-16385A-Motor ist ein V8-Dieselmotor mit einem Hubraum von 16,4 Litern und einer Leistung von 770 hp (566 kW) bei 2000 min−1, der der EURO-5-Norm genügt.
Die Leistung wird von einem Allison-H6620A-Automatikgetriebe mit hydraulischem Drehmomentwandler und Planetenradsätzen auf die Räder übertragen. Der Wenderadius misst 11 m. Die Federung funktioniert hydropneumatisch, an beiden Achsen gibt es Stabilisatoren. Serienmäßig ist das Fahrzeug mit einer Zentralschmieranlage ausgestattet.
Das gemäß den Sicherheitsbestimmungen gegen herabfallende Gegenstände (Falling Object Protection Structure) gesicherte Fahrerhaus ist neben dem Motorraum über dem linken Radkasten angebracht und kann über eine Leiter vorn am Fahrzeug erreicht werden. Die Kippmulde fasst maximal 30,5 m³ (gehäuft bis zu 42,0 m³) und kann mit zwei Hydraulikzylindern aus der Waagerechten in die Kippstellung gebracht werden. Die maximale Nutzlast beträgt 65 Tonnen, die Leermasse des DP 705 WD gibt der Hersteller mit 44,3 Tonnen an, was eine zulässige Gesamtmasse von 109,3 Tonnen ergibt.